# Ксолоитцкуинтли
Ксолоитцкуи́нтли (Шолоицкуи́нтли) (сокращённо Ксо́ло или Шо́ло) а также Мексиканская голая собака, от аст. Xoloitzcuintli, Xoloitzcuintle, Xoloitzquintle, — одна из древнейших пород мира. Родиной этих собак является Мексика.
По классификации МКФ ксолоитцкуинтли входят в 6 подгруппу «Примитивные породы» группы 5 «Шпицы и примитивные породы». Порода существует в двух разновидностях: голые собаки и собаки, покрытые шерстью. Голые ксолоитцкуинтли также известны как мексиканские голые собаки. На своей родине они являются национальным достоянием.

## История
Название «шолоитцкуинтли» происходит из ацтекского языка науатль — от имени бога Xolotl «Шолотль» и слова itzcuīntli, «ицкуинтли», «собака».
Происхождение этих собак уходит глубоко в историю. В древних захоронениях на территории Мексики находят мумии собак и глиняные фигурки, изображающие шолоитцкуинтли. Эти находки датируются 5000—3000 лет до н. э. О том, что эти статуэтки изображают именно голых собак, говорит наличие двух видов фигурок: на одних были нанесены штрихи, изображающие шерсть, а другие были абсолютно гладкие, то есть голые. Порода считалась земным представителем бога Шолотля, от которого её имя и произошло. Задачей шолоитцкуинтли было сопровождать души мертвых в загробный мир.
После испанского покорения Мексики шолоитцкуинтли стали истребляться как предмет языческого поклонения, и вскоре почти исчезли.
В 1954 году Норман Пелем Райт предпринял попытку спасти породу, для этого он отправился в самый центр Мексики в глухие индейские деревни, где выторговал у индейцев десяток собак. 1 мая 1956 года мексиканская голая собака была официально признана в Мексике. К 1960 году Мексиканской Кинологической Федерацией было зарегистрировано 40 шоло, а в 1965 году было уже 70 собак. Сейчас в Мексике насчитывается несколько тысяч мексиканских голых собак.
В СССР первые собаки были завезены с Кубы в 1986 году.

## Стандарты
Стандарт FCI № 234
Тело немного длиннее высоты в холке, приблизительно 10 : 9. Суки могут быть немного длиннее, чем кобели.
По классификации МКФ шолоицкуинтли входят в шестую подгруппу «Примитивные породы» группы 5 «Шпицы и примитивные породы».
Существует три размера как для кобелей, так и для сук:
- Стандартный размер: от 46 до 60 см, допуская +2 сантиметра.
- Средний размер: от 36 до 45 см.
- Миниатюрный размер: от 25 до 35 см.

## Общий внешний вид голой разновидности
Важной характеристикой породы является полное или почти полное отсутствие какой-либо шерсти и гладкая, нежная кожа. Тело ксолоитцкуинтли имеет гармоничные пропорции, грудь развита, грудная клетка широкая, ноги и хвост длинные.
Кожа
Из-за полного отсутствия шерсти кожа для этой породы имеет особое значение. Она гладкая и очень чувствительная, а также загорает на солнце. Кожа кажется более тёплой, чем у шерстяных пород, поскольку тепло не фильтруется через шерсть, а отдаётся напрямую. Собаки со светлой кожей нуждаются в большей защите от солнечных лучей. Случайно полученные рубцы и шрамы не должны наказываться снижением оценки при экспертизе собаки на выставке. Собака потеет через подушечки лап и межпальцевые мембраны и имеет тенденцию не задыхаться.
Зубы
У данной породы отсутствуют премоляры (4 зуба, следующие за клыками). Это не дефект, а ещё одна отличительная черта породы, поскольку ген, определяющий отсутствие шерсти, сцеплен с геном, определяющем наличие зубов. Иногда отсутствуют и клыки тоже.

## Дисквалифицирующие пороки
- Купированные или висящие уши.
- Перекус или недокус.
- Рост выше 62 см или ниже чем 25 см.
- Купированный хвост.
- Длинный, мягкий хохолок — как у китайской хохлатой собаки.